# Avenida Dom Ricardo da Silva
Die Avenida Dom Ricardo da Silva ist eine Hauptstraße in den Verwaltungsämtern Vera Cruz und Dom Aleixo der osttimoresischen Landeshauptstadt Dili. Sie hat eine Länge von etwa 1,1 Kilometern und verbindet das politische Zentrum der Stadt mit den südlichenTeilen von Bairro Pite.

## Name
Die Straße ist nach Alberto Ricardo da Silva (1943–2015) benannt, Bischof von Dili von 2004 bis 2015. Das Stück, das durch den Suco Colmera führt, trug früher den Namen Rua Colmera. In die heutige Rua de Colmera (ehemals Rua Nicolau dos Reis Lobato) mündet die Avenida Dom Ricardo da Silva im Norden. Von der Rua de Catedral bis zu ihrem Ende im Südwesten hieß die Straße damals Rua dos Mártires da Pátria. Die heutige Avenida Mártires da Pátria (ehemals Avenida Mouzinho de Albuquerque und Estrada de Balide) verläuft weiter östlich.

## Verlauf

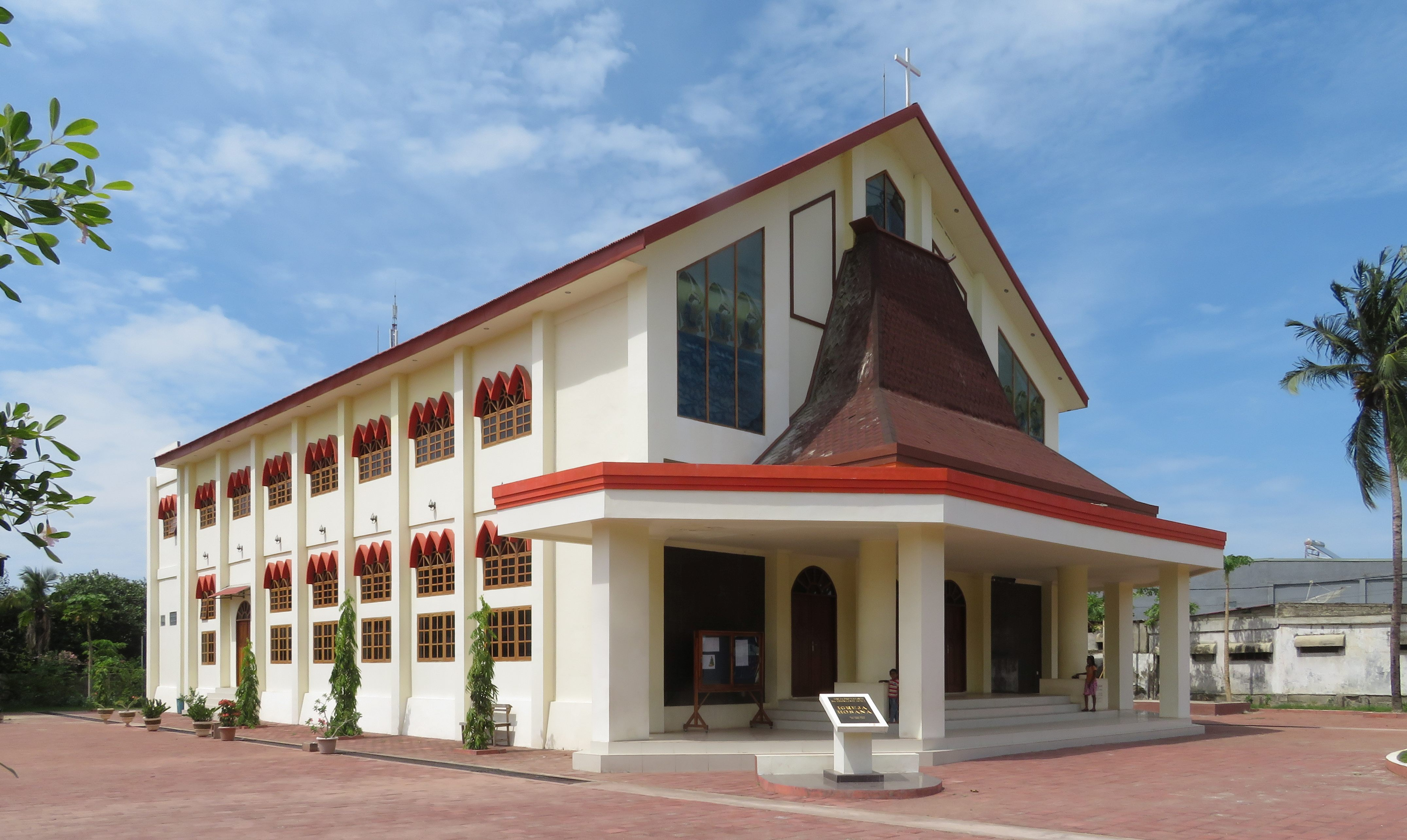
Die Hosana-Kirche der IPTL in Motael

Die Avenida Dom Ricardo da Silva beginnt im Suco Colmera als Abzweigung von der Rua de Colmera in Richtung Südwesten. Zwischen den beiden Straßen liegt das Dreieck des Jardim Colmera, bis die Rua de Catedral beide Straßen durchkreuzt. Ab hier liegt nördlich der Suco Motael und südlich der Suco Vila Verde. Südlich passiert die Avenida Dom Ricardo da Silva die Pfarrei der Kathedrale von Dili,  weitere Gebäude des Erzbistums und den Sitz der NGO La’o Hamutuk und auf der Nordseite nach der kleinen Straße Beco 20 Novembro 1992 die Igreja Hosana der Protestantischen Kirche in Osttimor (Igreja Protestante iha Timor Lorosa'e). Im Norden schließen sich die Sackgassen Beco 27 Setembro 2002 und Beco Be'e Mos und im Süden Beco Ai-Boracha Tahan  und Beco Ai-Kameli an die Avenida an. Mit der Kreuzung der Rua Ribeira de Maloa und Überquerung des kleinen Flüsschens Maloa, der nur in der Regenzeit Wasser führt, führt die Avenida Dom Ricardo da Silva nun durch den Suco Bairro Pite. Von Süden treffen auf sie die Beco da Ribeira Klaran, die Beco de Maloa Kraik I und die Rua do Nu'u Kleuk, von Norden die Rua do Palácio do Presidente. CARE International hat seinen osttimoresischen Sitz am Ende der Avenida, bevor sie sich in zwei Straßen aufteilt: In Richtung Westen in die Avenida de Hudi-Laran und nach Süden die Rua do Bairro Pité.